# 原國防部泰源感訓監獄
原國防部泰源感訓監獄，簡稱泰源監獄，是臺灣白色恐怖時期國防部對「叛亂犯」執行徒刑的監獄之一，位於今臺東縣東河鄉北源村32號，1962年竣工啟用。1970年發生「泰源事件」後，中華民國國防部改將「叛亂犯」集中至臺東縣綠島鄉監禁，1973年結束關押政治犯而僅管理一般軍事犯的監獄，並更名為「國防部泰源監獄」。原址幾經變遷，現為「法務部矯正署泰源技能訓練所」。 

## 歷史
1953年，臺東縣綠島鄉的臺灣省保安司令部新生訓導處發生獄中再叛亂案，涉案人員包含叛亂、感化及匪俘等三類政治犯，中華民國國防部事後檢討，提出「叛亂犯」應專設監獄的提案，總統府於1957年4月核准此案。國防部規劃後，於1960年8月向總統府呈報，基於臺東縣東河鄉泰源村的公有地，位於群山環抱中，僅一隧道與外界相通，對外形成半隔離狀態，適合興建特種監獄。同年9月，總統府同意後軍方即動工興建，並於1962年竣工啟用。國防部也核定自同年3月1日起，開始實施泰源感訓監獄的臨時編組，並於5月16日正式成立。1963年2月改成正式編制，隸屬國防部並受軍法局督導，典獄長為少將官階。
1962年，泰源感訓監獄成立後，國防部提出「叛亂犯移撥軍監接管實施計畫」，先接收500名新生訓導處的新生，其餘的343名新生則移監軍人監獄。同年7月，泰源感訓監獄籌備工程竣工後，從8月開始接收人犯，新生訓導處的移撥作業一直至1966年6月，「叛亂犯」大多已遷移至此。:47-48 1970年2月，泰源感訓監獄發生政治犯江炳興等人搶奪衛兵槍枝、倡導臺灣獨立的「泰源事件」。 事件過後，國防部提出檢討報告以及改進措施，計畫將「叛亂犯」集中至臺東縣的離島鄉－綠島監禁管訓，總統府也於該年7月核定，將泰源感訓監獄第二、三期工程款移做興建綠島新的監獄使用，1972年綠島感訓監獄完工。4月23日，軍方將泰源感訓監獄170名政治犯移監至綠島。 1973年9月，國防部將泰源感訓監獄改成一般軍事犯監獄，10月16日更名為「國防部泰源監獄」，正式結束收押政治犯的任務。1974年，國防部再將泰源監獄搬遷至臺南縣，並更名為「國防部臺南監獄」。原址幾經變遷，現為「法務部矯正署泰源技能訓練所」。:70-74

## 編制與管理
依1963年的正式編組，泰源感訓監獄設有正、副典獄長，下設政治室、第一科、第二科、醫務所及電台等單位。政治室負責思想控制，政工官主管思想教育，每星期安排一天政治犯思想教育課程。保防官監控政治犯行為舉止，記錄監房各種情況，以維護監房安全，且允許政治犯投稿賺錢，但稿件都需保防官審查。第一科是行政科，負責一般行政事務，如生產隊即由其管理，設有科長、監獄官、人事官、行政官、文書官、資料管理官、經理補給官、預財官，以及13名士官、4名士兵。第二科負責管理監房，5名監獄官必須掌握每位政治犯基本資料，必要時與30名監護士檢查監房是否有刀、武器等違禁品，以確保監房安全。醫務所則由主任、軍醫官、牙科醫官各1名及3名士官組成。電台有無線電通信官、無線電機務官各1名。此外，負責監獄外圍安全的違警衛連，由附近部隊輪調駐守，每個哨站有兩個衛兵防守，大多由臺籍義務役士兵擔任。
泰源監獄分成仁監、義監，每監走廊兩側各有20多間押房，外役的押房在前面的3-5間，後面則為一般押房，兩者差別在於外役的房門可以自由出入。 監獄初期管理較為鬆散，除無期徒刑無法外役，其餘受刑者都能申請外役監，並分成監獄圍牆內工作的內外役，如菜園重菜、醫務室配藥；以及圍牆外工作的外外役，如上山砍柴、種樹、養豬等，由獄方管理人員帶隊，並於午後回監。 泰源感訓監獄的政治犯與新生訓導處相同都要接受政治教育，不同處在於每星期只有一次小組討論時間，分高、中、初級組，政治犯就指定題目陳述己見。政治犯們不因省籍而分群，反而是依政治立場而分成臺獨民主派和共產派，不同派別常會相互對立。

## 外部連結
- 國家人權博物館 （页面存档备份，存于）
- 不義遺址資料庫-原國防部泰源感訓監獄 （页面存档备份，存于）
- 法務部矯正署泰源監獄 （页面存档备份，存于）